# Дубинка (Дунаєвецька міська громада)
Дуби́нка — село в Україні, у Дунаєвецькій міській територіальній громаді Кам'янець-Подільського району Хмельницької області.

## Історія
З 1991 року в складі незалежної України.
13 серпня 2015 року шляхом об'єднання сільських рад, село увійшло до складу Дунаєвецької міської громади.
17 липня 2020 року, в результаті адміністративно-територіальної реформи та ліквідації Дунаєвецького району, село увійшло до складу Кам'янець-Подільського району.

## Населення
Населення становить 97 осіб.

### Мова
У селі поширені західноподільська говірка та південноподільська говірка, що відносяться до подільського говору, який належить до південно-західного наріччя.

## Галерея

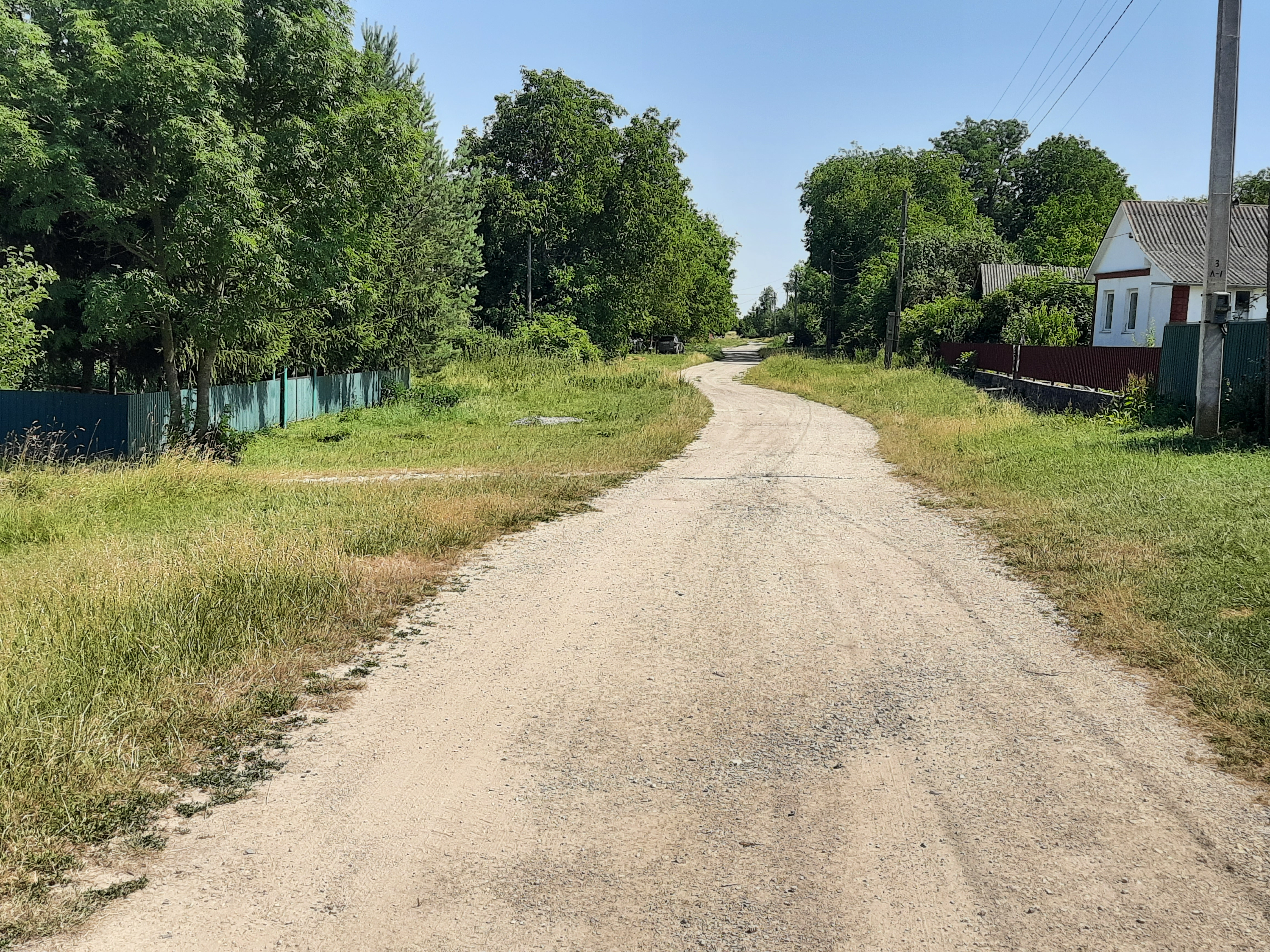
Сільська вулиця
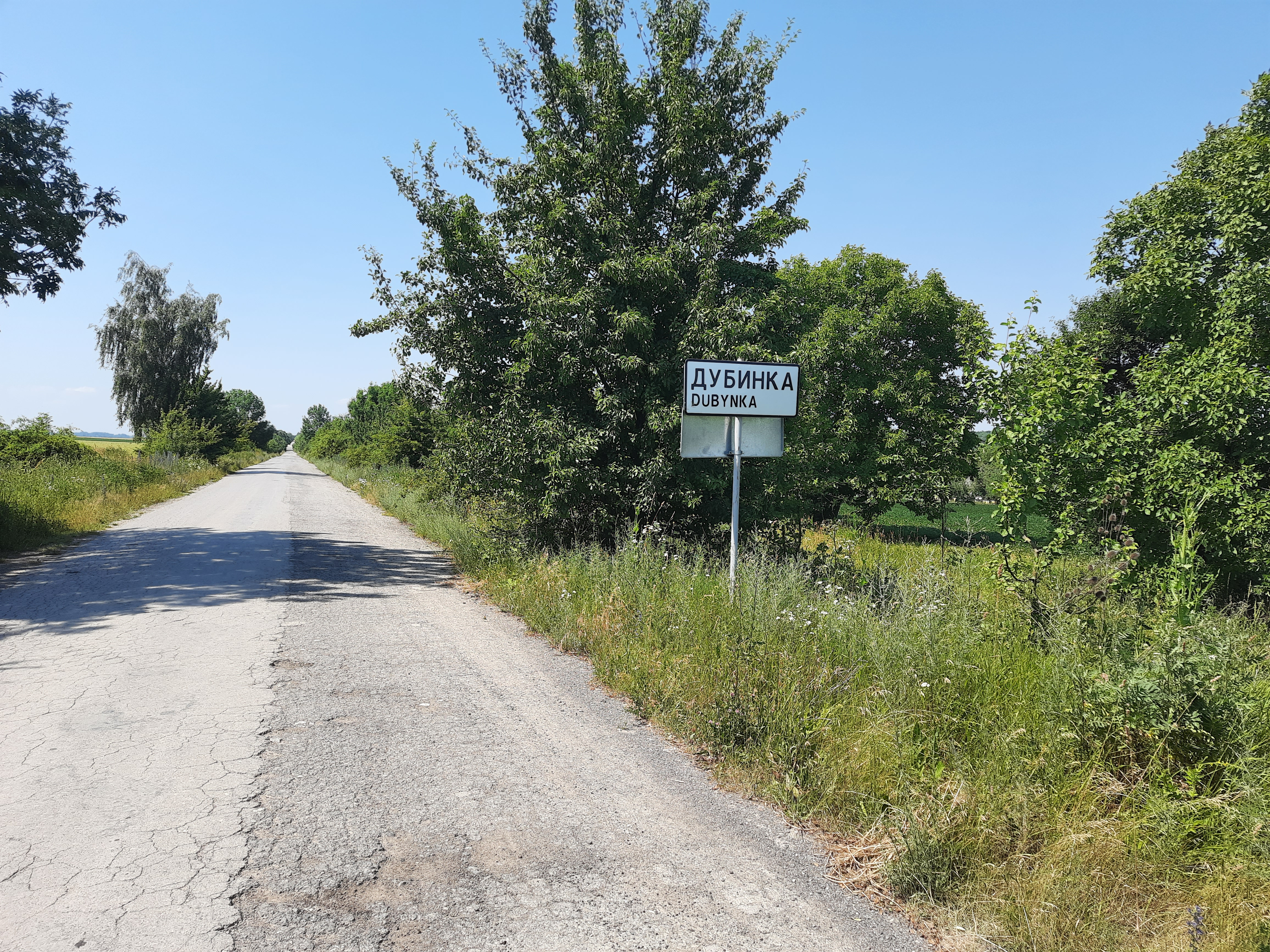
Дорожній знак при в'їзді в село
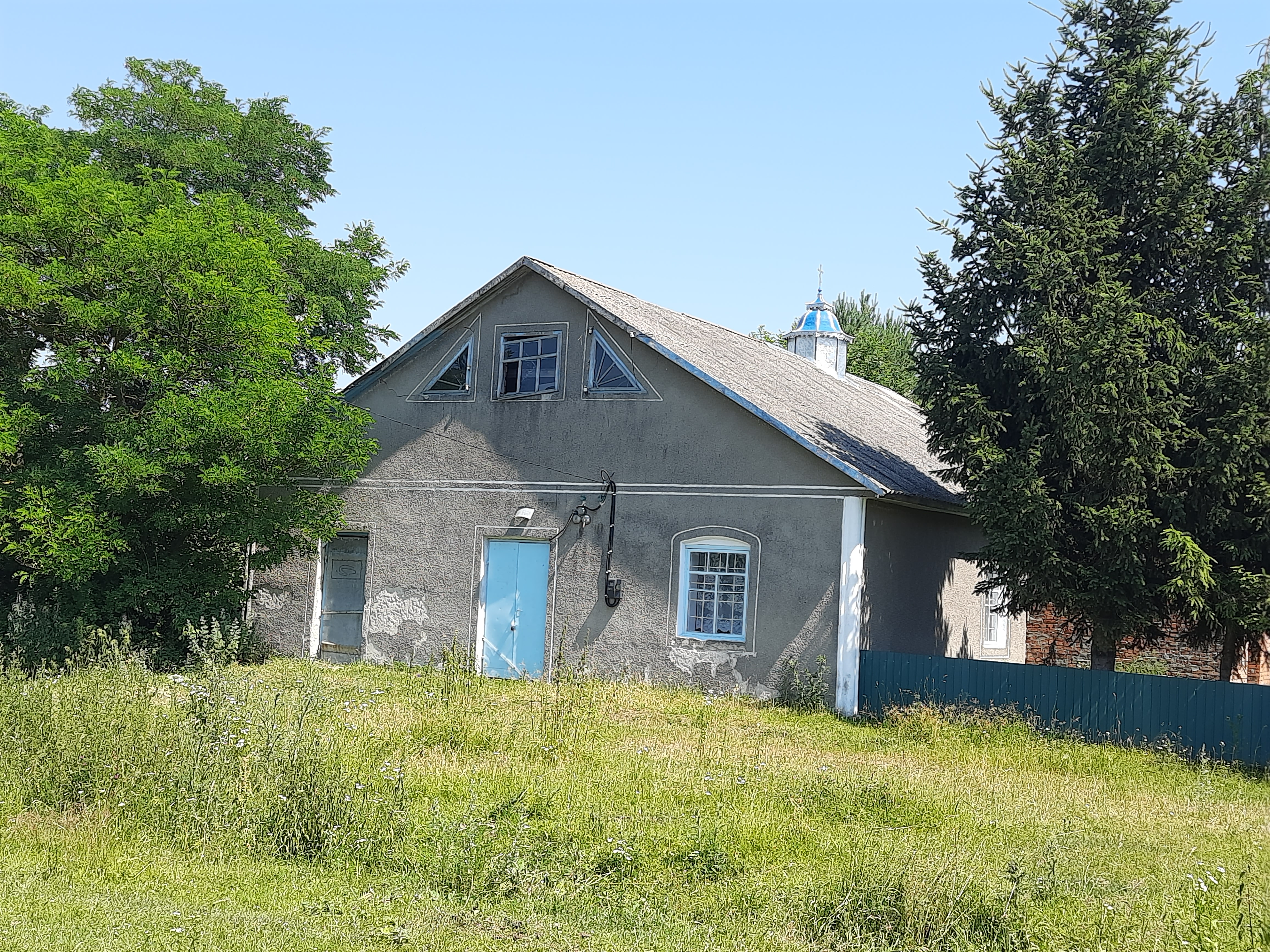
Сільська церква
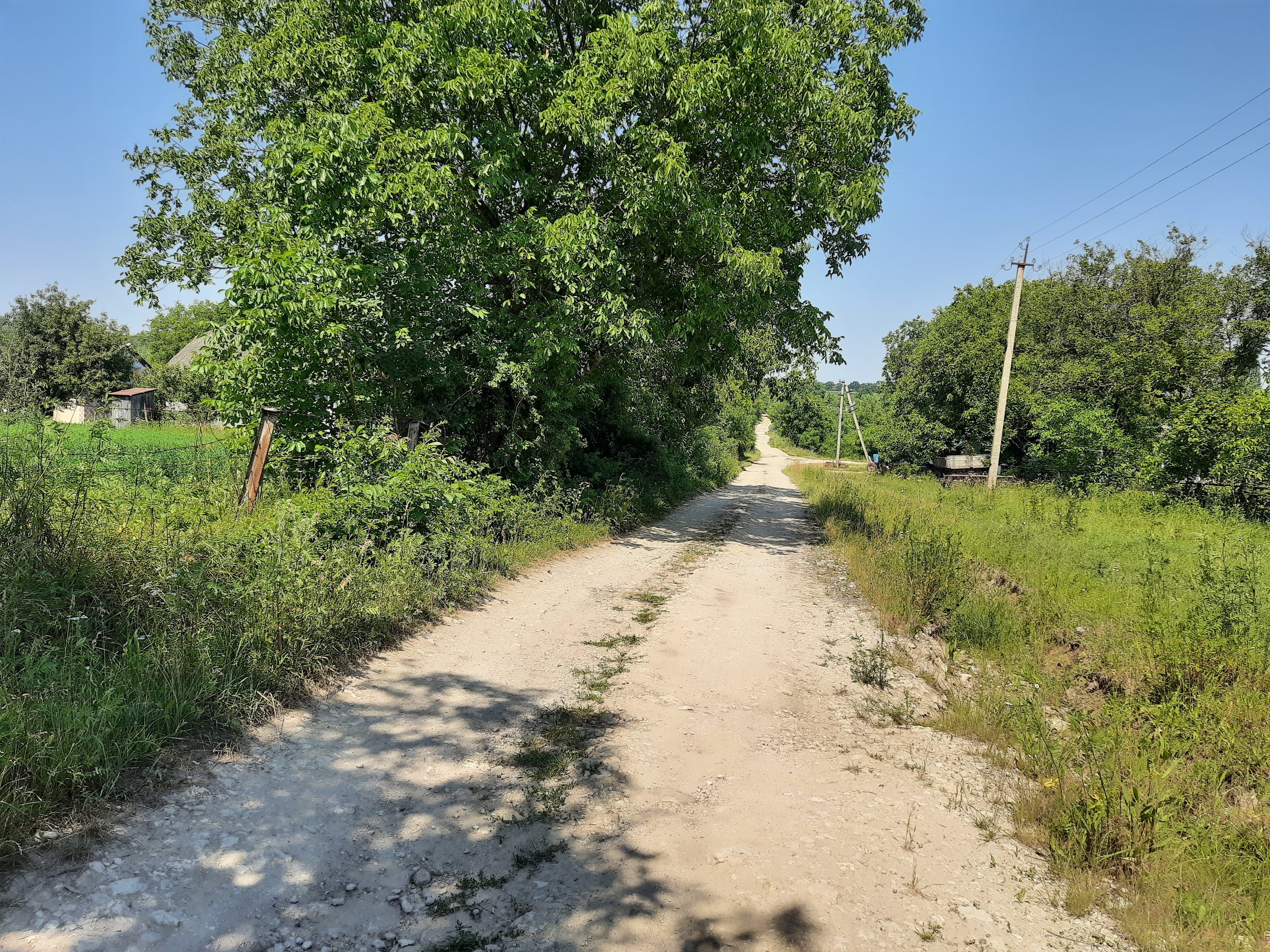
Сільська вулиця
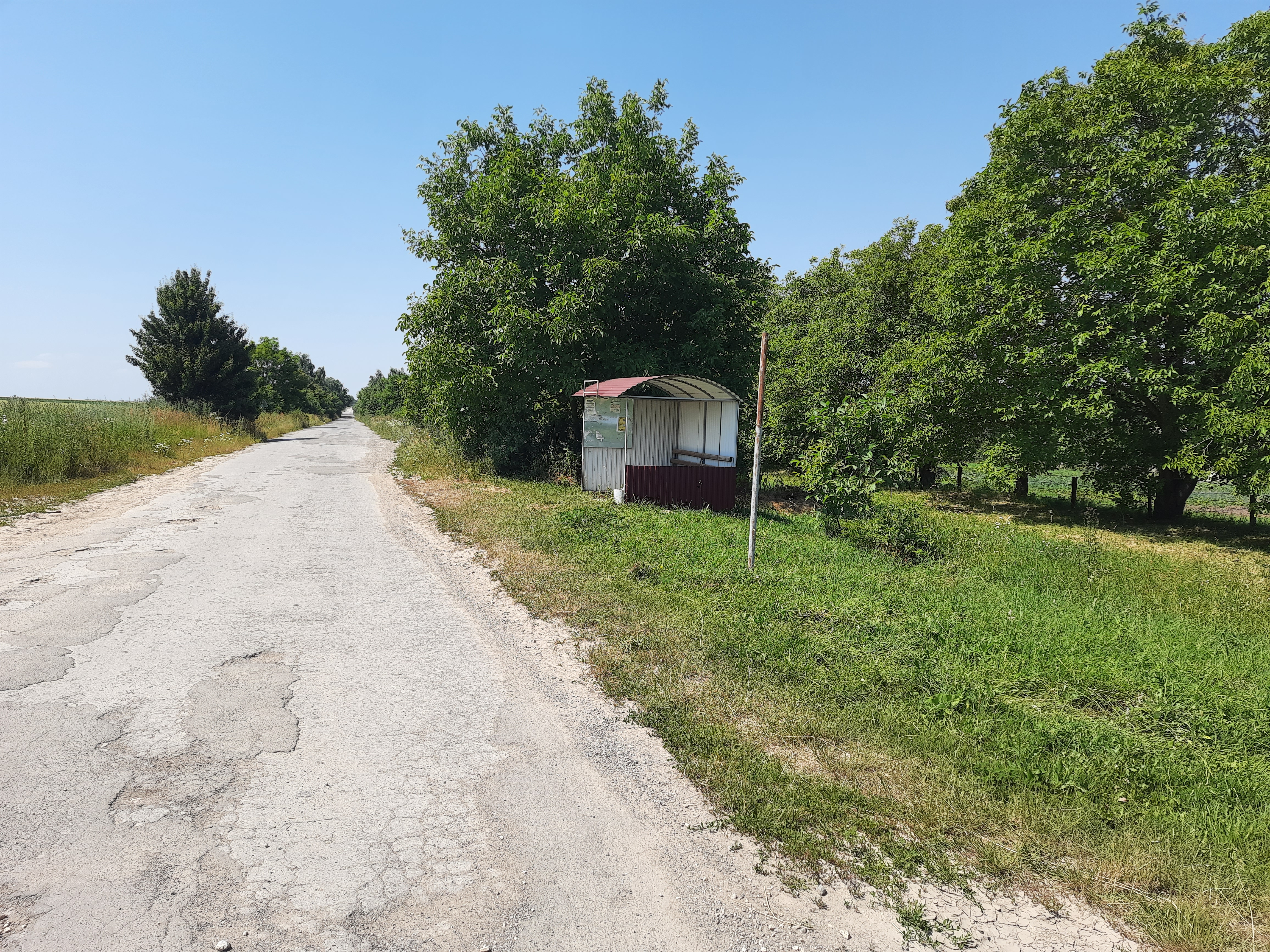
Автобусна зупинка
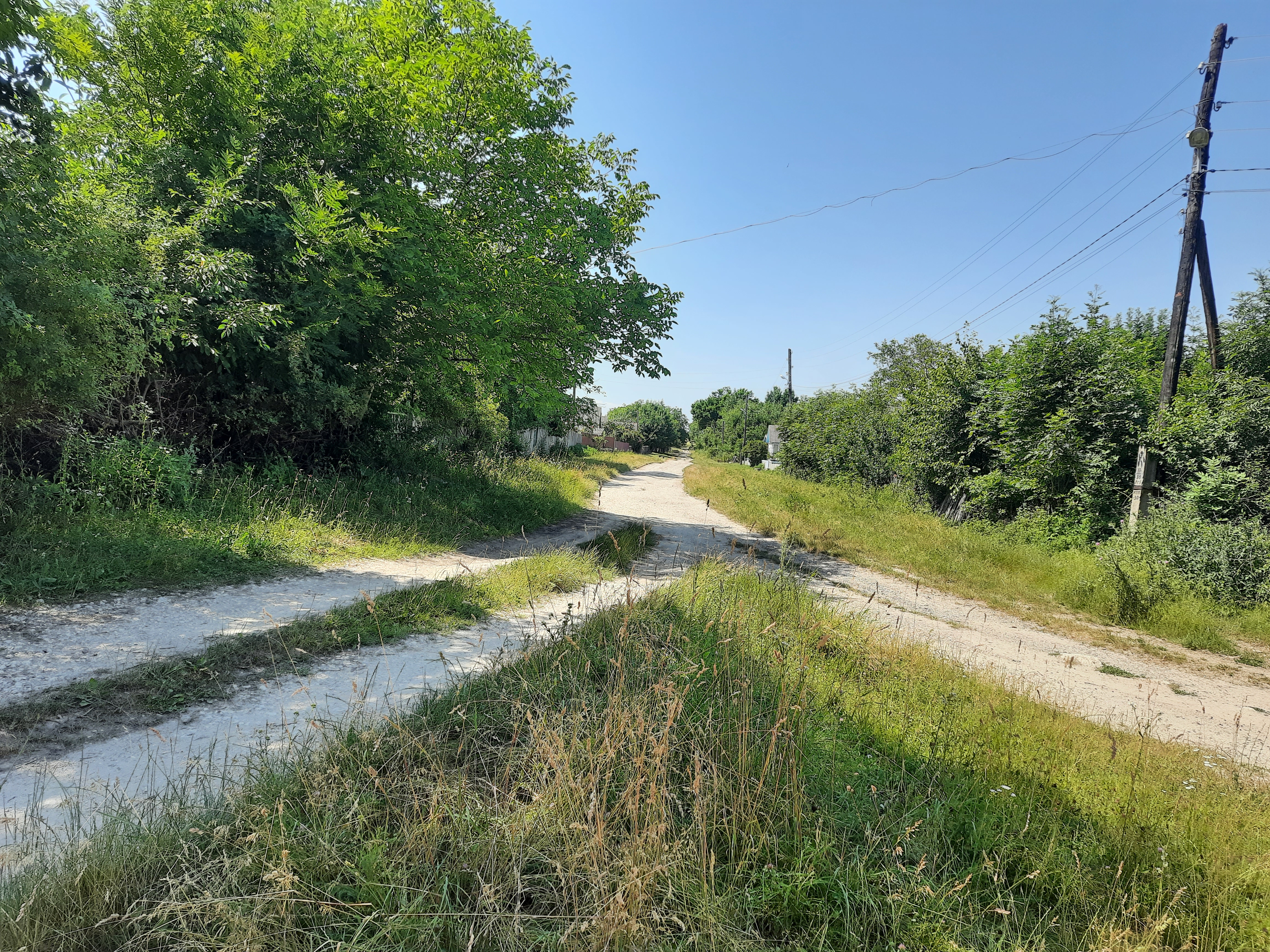
Сільський сюжет